# Група військ курського напрямку
Група військ курського напрямку — тимчасове з'єднання військ для наступу на Україну, створене за постановою ЦК РКП(б) і Раднаркому РСФРР 17 листопада 1918 року після анулювання Брестського мирного договору РСФРР з державами Четверного союзу 3 березня 1918 року. Група військ курського напрямку діяла на правах армії, мала своє командування і реввійськраду. Сформована з військ двох українських повстанських дивізій у вересні 1918 в «нейтральній зоні» та частини Резервної армії РСФРР. Ці війська були зведені у 1-шу і 2-гу Українські радянські дивізії, з запасних полків формувалася запасна Українська радянська дивізія. Командувач — Володимир Антонов-Овсієнко. Бойові дії група розпочала 20 грудня 1918 року. На той час у ній налічувалося 14 085 багнетів, 1350 шабель, 139 кулеметів, 20 гармат. Група військ курського напрямку стала ядром утвореного 4 січня 1919 року Українського фронту.